# 둔두 셰푸
둔두 셰푸(프랑스어: Doundou Chefou)는 니제르의 이슬람주의자이다. 풀라인 출신이며 이라크 레반트 이슬람 국가의 조직원으로 활동했다. 2017년 10월 4일에 일어난 통고통고(Tongo Tongo) 매복 공격에 가담했다.

## 같이 보기
- 마그레브 반란 (2002년~현재)